# 中華民國—亞美尼亞關係
中華民國與亞美尼亞共和國無正式外交關係，目前也沒有在對方首都互設具大使館功能的代表機構。對亞美尼亞的相關事務由臺北莫斯科經濟文化協調委員會駐莫斯科代表處兼轄。

## 政治

### 外交

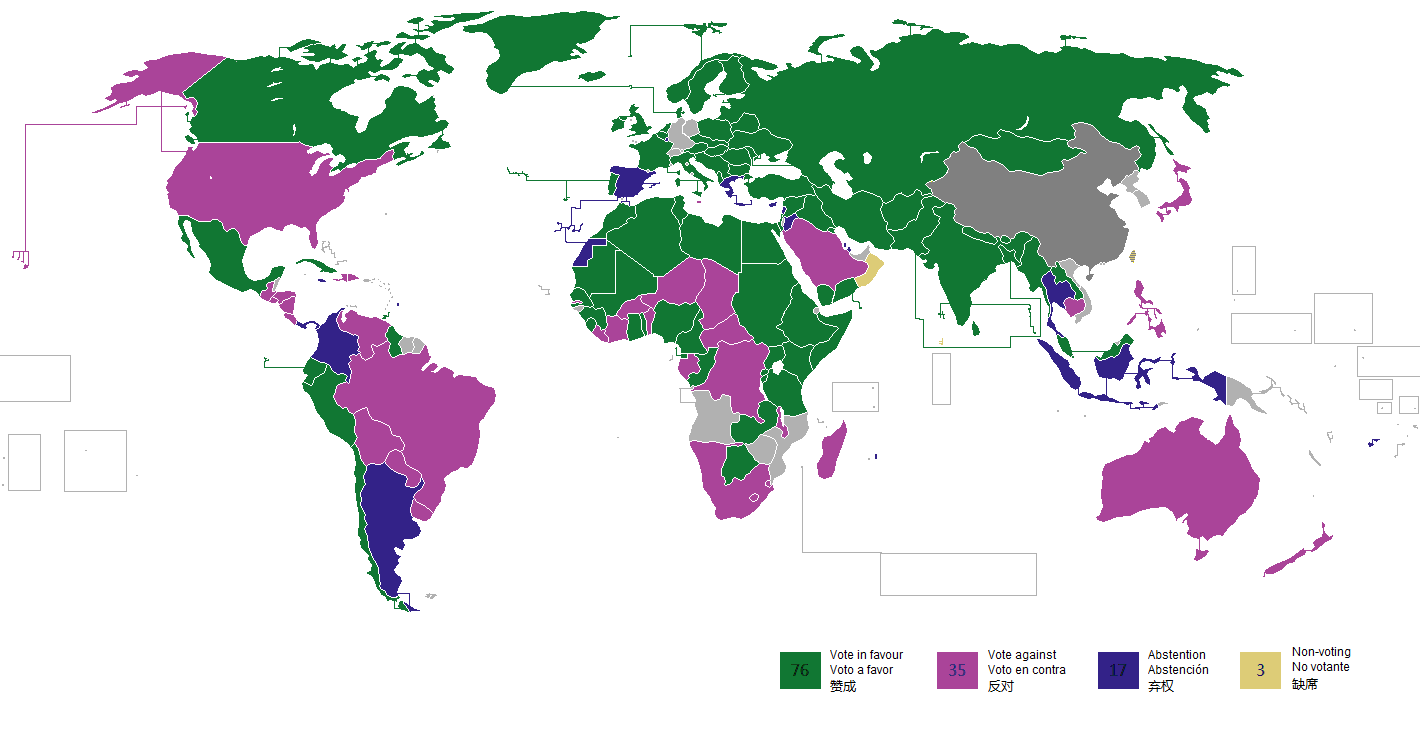
綠色國家表示在1971年的投票中反對中華民國續留聯合國，即《聯合國大會2758號決議》，亞美尼亞當時是蘇聯的加盟共和國（亞美尼亞蘇維埃社會主義共和國），由蘇聯作為主權國家參與投票。

根據統計，超過6,000名亞美尼亞籍的蘇聯紅軍在第二次世界大戰時來到中國東北地區，參與中國抗日戰爭。
1999年5月23日，亞美尼亞知識份子聯盟總裁畢里波亞揚（Piliposyan）抵台參加行政院青年輔導委員會舉辦的第一屆全球青年領袖會議。
2011年7月12日，簽訂《中華民國法務部調查局洗錢防制處與亞美尼亞共和國中央銀行金融監測中心關於洗錢及資助恐怖分子相關金融情資交換合作瞭解備忘錄》。
2015年12月，第21次聯合國氣候變遷大會（COP 21）第八次部長談判會議中，亞美尼亞代表因提及台灣而遭中華人民共和國代表當場稱此說法「不恰當」，並再次重申在聯合國氣候變遷綱要公約的架構下須嚴守「一個中國原則」。

## 經濟

### 貿易
| 年分 | 貿易總額   | 貿易總額 | 貿易總額 | 出口至亞美尼亞 | 出口至亞美尼亞 | 出口至亞美尼亞 | 自亞美尼亞進口 | 自亞美尼亞進口 | 自亞美尼亞進口 | 順逆差  |
| 年分 | 金額       | 年增減   | 排名     | 金額           | 年增減         | 排名           | 金額           | 年增減         | 排名           | 順逆差  |
| ---- | ---------- | -------- | -------- | -------------- | -------------- | -------------- | -------------- | -------------- | -------------- | ------- |
| 2017 | 2,922,637  | ▲10.5%   | 172      | 1,798,809      | ▲8.7%          | 164            | 1,123,828      | ▲13.6%         | 154            | 順差▲   |
| 2018 | 3,749,796  | ▲28.3%   | 161      | 2,264,618      | ▲25.9%         | 161            | 1,485,178      | ▲32.2%         | 148            | 順差▲   |
| 2019 | 7,149,830  | ▲90.7%   | 158      | 5,832,915      | ▲157.6%        | 143            | 1,316,915      | ▼11.3%         | 151            | 順差▲   |
| 2020 | 3,819,154  | ▼46.6%   | 169      | 2,645,004      | ▼54.7%         | 162            | 1,174,150      | ▼10.8%         | 154            | 順差▼   |
| 2021 | 4,617,267  | ▲20.9%   | 167      | 3,190,483      | ▲20.6%         | 160            | 1,426,784      | ▲21.5%         | 152            | 順差▲   |
| 2022 | 7,525,285  | ▲63.0%   | 155      | 5,141,194      | ▲61.1%         | 150            | 2,384,091      | ▲67.1%         | 140            | 順差▲   |
| 2023 | 8,158,056  | ▲8.4%    | 149      | 4,766,898      | ▼7.3%          | 149            | 3,391,158      | ▲42.2%         | 130            | 順差▼   |
| 2024 | 14,139,886 | ▲73.3%   | 138      | 4,514,590      | ▼5.3%          | 149            | 9,625,296      | ▲183.8%        | 113            | 逆差 -- |

2023年的兩國貿易項目如下：
出口至亞美尼亞的前10大項目為：其他塑料製品與其他材料制成品；碟片、磁带、固態非揮發性儲存裝置、智慧卡與其他錄音或錄製之媒體；美容或化粧用品與保養品；特定用途機器之零件與附件；橡膠或塑膠加工機或以此類原料製造產品之機械；機動車輛所用之零件與附件；電話機（包括智能手机），以及其他傳輸或接收聲音、圖像之有線或无线网络通訊器具；水、含糖或香料與未含酒精飲料；三輪腳踏車、踏板車與類似有輪玩具以及玩偶、比例模型與類似遊戲用模型、各種益智玩具；苯乙烯之聚合物等。
自亞美尼亞進口的前10大項目為：女用或女童用服飾；男用或男童用服飾；铁合金；箱盒袋類容器；未變性之乙醇以及烈酒、利口酒與其他含酒精成分之飲料；製造半导体、集成电路與平面顯示器用之機器與器具、零件與附件；具有學術或貨幣價值之收集品與珍藏品；鑄幣；特殊物品，含進口未超過5萬新臺幣之小額報單與其他零星物品；內科、外科、牙科或兽医用儀器與用具等。

### 投資
截至2023年6月，兩國無相互直接投資紀錄。

### 會展
2016年，中華民國對外貿易發展協會（外貿協會）組團前往亞美尼亞舉辦貿易洽談會，並會見亞美尼亞商工總會與葉里溫商工會。
2018年，臺北莫斯科經濟文化協調委員會駐莫斯科代表處經濟組前往亞美尼亞參加欧亚经济联盟週論壇（EAEU Week），並會見葉里溫商工會獨立國家聯合體業務處長，以及參訪亞美尼亞科技基金會
2019年，中華民國資訊軟體協會（中華軟協）理事長組團前往亞美尼亞，除參訪有關單位，並參加世界資訊科技大會。

## 司法

### 犯罪事件
2016年8月中，亞美尼亞警方以偵查電信詐騙案件為由，將34名（後增至78名）台灣人限制出境並監視行動。9月7日，遭亞美尼亞警方遣送至中華人民共和國，中華民國外交部對此表達嚴正抗議。

## 簽證

持中華民國護照的中華民國國民簽證要求分布圖：入境亞美尼亞可以電子簽證。

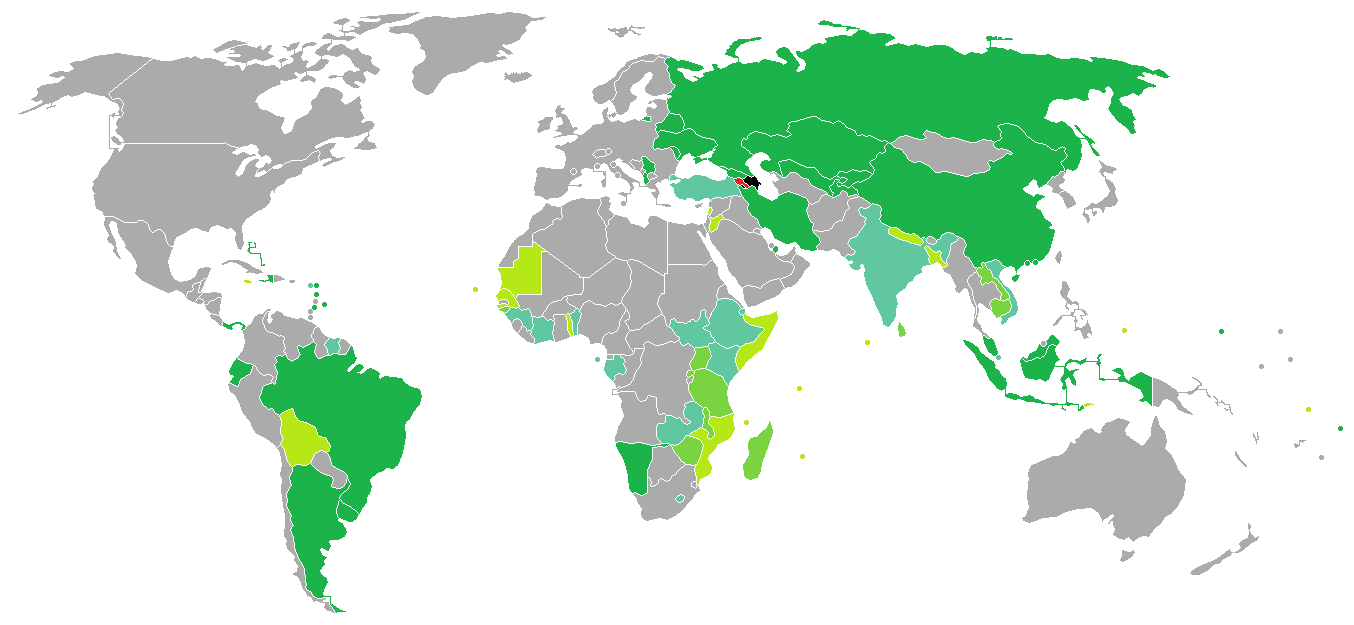
持亞美尼亞護照的亞美尼亞國民簽證要求分布圖：入境中華民國需要簽證。

兩國國民皆須申請簽證方可入境對方國家。持有中華民國護照的中華民國國民可在入境前，至亞美尼亞電子簽證網頁申辦簽證，可停留21天或120天。在亞美尼亞機場轉機，若有第三國的機票或簽證，可申請過境簽證在境內停留72小時（可申請延長至4天），若無入境亞美尼亞，則可在轉機區停留48小時。護照上有亞塞拜然入出境章戳或貼有亞塞拜然簽證，可能被嚴格審查或拒絕入境。
持有亞美尼亞護照的亞美尼亞國民抵台參加由中央政府機關主辦、協辦或贊助之國際會議、運動賽事、商展或其他活動，可以電子簽證入境中華民國，停留最多30天並不得延期。

## 交通

### 航空

#### 客運
兩國無直航班機，可經由（不計航點遠近，截至2023年6月14日）：
- 台北→杜拜、伊斯坦堡、巴黎、羅馬、米蘭、法蘭克福、維也納、布拉格（2023年7月18日開航臺北），再轉機前往亞美尼亞的國際機場（英语：List of airports in Armenia）。

## 外部連結
- 中華民國外交部－亞美尼亞共和國簡介 （页面存档备份，存于）
- 台北莫斯科經濟文化協調委員會駐莫斯科代表處
- 外交部領事事務局－國外旅遊警示分級表
- 中華民國衛生福利部－國際旅遊疫情建議等級
- 中華民國國際經濟合作協會 （页面存档备份，存于）